# Революционер Иван Бабушкин (алмаз)
Революционе́р Ива́н Ба́бушкин — уникальный алмаз в 171,15 карата, найденный в кимберлитовой трубке «Мир» в 1973 году. Алмаз назван в связи со 100-летием со дня рождения одного из первых российских рабочих социал-демократов, большевика, участника революции 1905—1907 гг. Ивана Васильевича Бабушкина (1873—1906 гг.). Хранится в Алмазном фонде Московского Кремля.

## Описание
Алмаз добыт 13 января 1973 г. на обогатительной фабрике № 3 из кимберлитов трубки «Мир».
Размеры кристалла 35,5×32,5×29,5 мм. Алмаз представляет собой октаэдр уплощённый с округлёнными вершинами и рёбрами, с внутренними трещинами.
Алмаз бесцветный.